# Serie D 2019/2020
Soutěžní ročník Serie D 2019/20 byl 72. ročník čtvrté nejvyšší italské fotbalové ligy.  Soutěž začala 1. září 2019 a skončila kvůli pandemii covidu-19 23. února 2020. Zúčastnilo se jí celkem 166 týmů rozdělených do devíti skupin. Sedm skupin (A, D, E, F, G, H a I) mělo 18 klubů a dvě skupiny (B a C) měly po 20 klubech. Liga se nedohrála kvůli pandemii covidu-19. Play off ani play out se nehrály. Vítěz své skupiny postoupil přímo do třetí ligy. Do regionální ligy sestoupily vždy čtyři poslední kluby z každé skupiny.

## Souhrn skupin
| Skupina   | Vítězný klub            | Sestupující kluby                                                                 |
| --------- | ----------------------- | --------------------------------------------------------------------------------- |
| Skupina A | Lucchese 1905 SSD       | Fezzanese, Vado FC 1913, ASD Calcio Verbania, Ligorna                             |
| Skupina B | SSD Pro Sesto           | Levico, Milán City, Dro Alto Garda, US Inveruno                                   |
| Skupina C | Campodarsego            | Vigasio, ASD Polisportiva Tamai, San Luigi, Villafranca                           |
| Skupina D | Mantova 1911 SSD        | AC Sammaurese, Ciliverghe Mazzano, Alfonsine, Savignanese                         |
| Skupina E | ASD US Grosseto 1912    | ASD Pomezia Calcio 1957, AC Bastia 1924, FC Ponsacco 1920 SSD, AC Tuttocuoio 1957 |
| Skupina F | SS Matelica Calcio 1921 | AC Sangiustese, Avezzano Calcio, ASD Chieti FC 1922, SSD Jesina Calcio            |
| Skupina G | SS Turris Calcio        | Città di Anagni, Tor Sapienza, USD Ladispoli, ASD Polisportiva Budoni Calcio      |
| Skupina H | Calcio Foggia 1920 SSD  | Grumentum Val d'Agri, AC Nardò, FC Francavilla, US Agropoli 1921                  |
| Skupina I | Palermo SSD             | Roccella, SSD Marsala, San Tommaso, US Palmese ASD                                |